# کاپلینسکی ۲۹۵۲۸
سیارک ۲۹۵۲۸ (به انگلیسی: 29528 Kaplinski، نامگذاری:1998AN8)۲۹۵۲۸مین سیارک کشف شده‌است که در ۱۰ ژانویه ۱۹۹۸ کشف شد.